# Dubowce (obwód tarnopolski)
Dubowce – wieś na Ukrainie, w rejonie tarnopolskim, należącym do obwodu tarnopolskiego. W II Rzeczypospolitej miejscowość znajdowała się w powiecie tarnopolskim województwa tarnopolskiego. Położona nad rzeką Hniezdeczna. Wieś liczy 597 mieszkańców (2015).